# Lind & Risør
Lind & Risør A/S er et danskejet arkitekt- og byggefirma etableret i 1980 af arkitekterne Torben Lind og Steen Risør. Virksomheden har specialiseret sig i arkitekttegnet husbyggeri, nybyg, enfamiliehuse, lejligheder og rækkehuse.

## Historie
Udgangspunktet for Lind & Risør var en utilfredshed med den måde byggeriet af enfamiliehuset i Danmark udviklede sig på gennem 1960'erne og 1970'ernes byggeri af typehuse. De to arkitekter Torben Lind og Steen Risør mente, at husene alt for ofte var i dårlig kvalitet, var upraktisk indrettede samt sjældent imødekom bygherrens behov.
I 2004 trådte Steen Risør ud af virksomheden, som i dag ejes alene af familien Lind.
Lind & Risør består i dag af 350 medarbejdere, hvoraf omtrent 250 er fastansatte håndværkere. Lind & Risør bygger over alt på Sjælland, Møn og Lolland-Falster.

## Organisation
Lind & Risørs tegnestue inkluderer arkitekter, materialevalgskonsulenter, ingeniører, bygningskonstruktører og teknisk afdeling. Anlægsafdelingen dækker fastansatte håndværkere og byggeledere. Mens virksomhedens mere administrative del består af ledelse, bestyrelse, reception og salgsafdeling. Alle bygge- og anlægsaktiviteter organiseres fra firmaets hovedkontor ved Taastrup i Storkøbenhavn.